# Toi (Niue)
Pour les articles homonymes, voir Toi.
Toi est un village de Niue. Il se trouve à environ 17 km de la capitale nationale, Alofi. Selon les derniers recensements (2006), la ville a une population de 31 habitants.